# Emirates

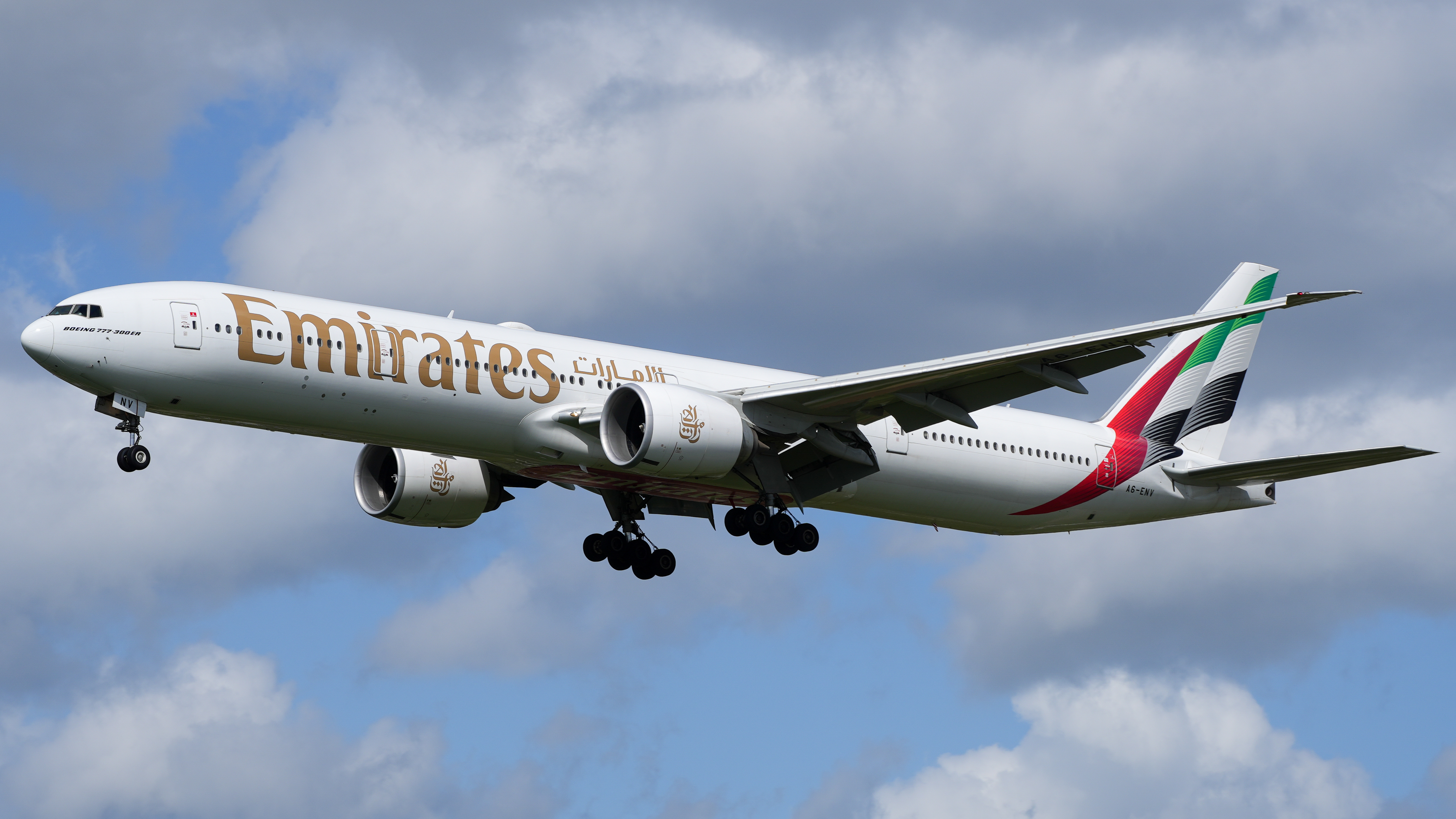
Een Boeing 777-300ER van Emirates

Emirates (Arabisch: طَيَران الإمارات, Ṭayarān al-Imārāt) is een luchtvaartmaatschappij uit Dubai in de Verenigde Arabische Emiraten. De maatschappij werd in maart 1985 opgericht door de regering van de Verenigde Arabische Emiraten.
Emirates heeft een zeer snelle groei laten zien. De maatschappij heeft vluchten naar vele bestemmingen in het Midden-Oosten, Azië, Europa, Afrika, Oceanië en Noord-Amerika. Op 25 oktober 1985 werden de eerste vluchten naar India en Pakistan uitgevoerd. Tussen 1987 en 1990 kwamen ook Azië en Europa op de routekaart. Emirates werd op 1 april 1998 aandeelhouder van SriLankan Airlines. De vrachtdivisie van Emirates heet Emirates SkyCargo.
Thuishaven is Dubai International Airport. Sinds 20 juni 2010 maakt Emirates ook gebruik van de nieuwe luchthaven in Dubai: Al Maktoum International Airport. Op die dag arriveerde vlucht EK9883, een vrachtvlucht uit Hongkong.

## Vloot
De vloot van Emirates (exclusief Emirates SkyCargo) bestaat uit de volgende toestellen (april 2025):
| Type             | In dienst | Orders | Zit- plaatsen           | First (F), Business (J), Premium Economy (W), Economy (Y)                   | Opmerkingen                                                                                                |  |
| ---------------- | --------- | ------ | ----------------------- | --------------------------------------------------------------------------- | --- |  |
| Airbus A350-900  | 4         | 61     | 32J/21W/259Y            | 32J/21W/259Y                                                                | |  |
| Airbus A380-800  | 116       | —      | 489 491 516 517 519 615 | 14F/76J/399Y 14F/76J/401Y 14F/ 76J/426Y 14F/76J/ 427Y 14J/76J/429Y 58J/557Y | Grootste gebruiker van de A380 en in bezit van de laatst gebouwde Airbus A380 ooit met registratie A6-EVS. |  |
| Boeing 777-200LR | 10        | —      | 302                     | 38J/264Y                                                                    | Grootste gebruiker van deze toestellen.                                                                    |  |
| Boeing 777-300ER | 120       | —      | 354 356 360 428         | 8F/42J/304Y 6F/42J/306Y 8F/42J/306Y 8F/42J/310Y 42J/386Y                    | Grootste gebruiker van deze toestellen.                                                                    |  |
| Boeing 777-8     | —         | 35     | nog niet bekend         | nog niet bekend                                                             | Leveringen gepland vanaf 2030                                                                              |  |
| Boeing 777-9     | —         | 170    | nog niet bekend         | nog niet bekend                                                             | Leveringen gepland vanaf 2026                                                                              |  |
| Boeing 787-8     | —         | 20     | nog niet bekend         | nog niet bekend                                                             | Worden vanaf 2026 geleverd                                                                                 |  |
| Boeing 787-10    | —         | 15     | nog niet bekend         | nog niet bekend                                                             | Worden vanaf 2025 geleverd                                                                                 |  |
| Privé-vloot      |           |        |                         |                                                                             | |  |
| Airbus ACJ319    | 1         | —      | 10 suites 5 bedden      | 10 suites 5 bedden                                                          | |  |
| Totaal           | 251       | 301    |                         |                                                                             | |  |

### Boeing 777-300ER
Tijdens de luchtvaartshow van 19 tot en met 25 juli 2010 te Farnborough kondigde Emirates een grote order aan ter uitbreiding van zijn vloot. Het betrof een verdere vergroting van de B777-300ER-vloot met dertig stuks tegen een totale cataloguswaarde van 9,1 miljard dollar. Deze nieuwe order kwam boven op de 71 reeds bestelde B777-300ER's, waarvan er nu 88 in dienst zijn bij Emirates. Op 13 november 2011 werd in Dubai tijdens de Dubai Airshow een aanvullende order met Boeing getekend voor een extra levering van 50 B777-300ER's met een waarde van 18 miljard dollar. Het totaal kwam daarmee op 90 orders. Verder is er een aanvullende optie voor nog eens 20 stuks van dit type vliegtuig genomen. De laatste Boeing 777-300ER werd op 14 december aan Emirates overgedragen.

### Airbus A380

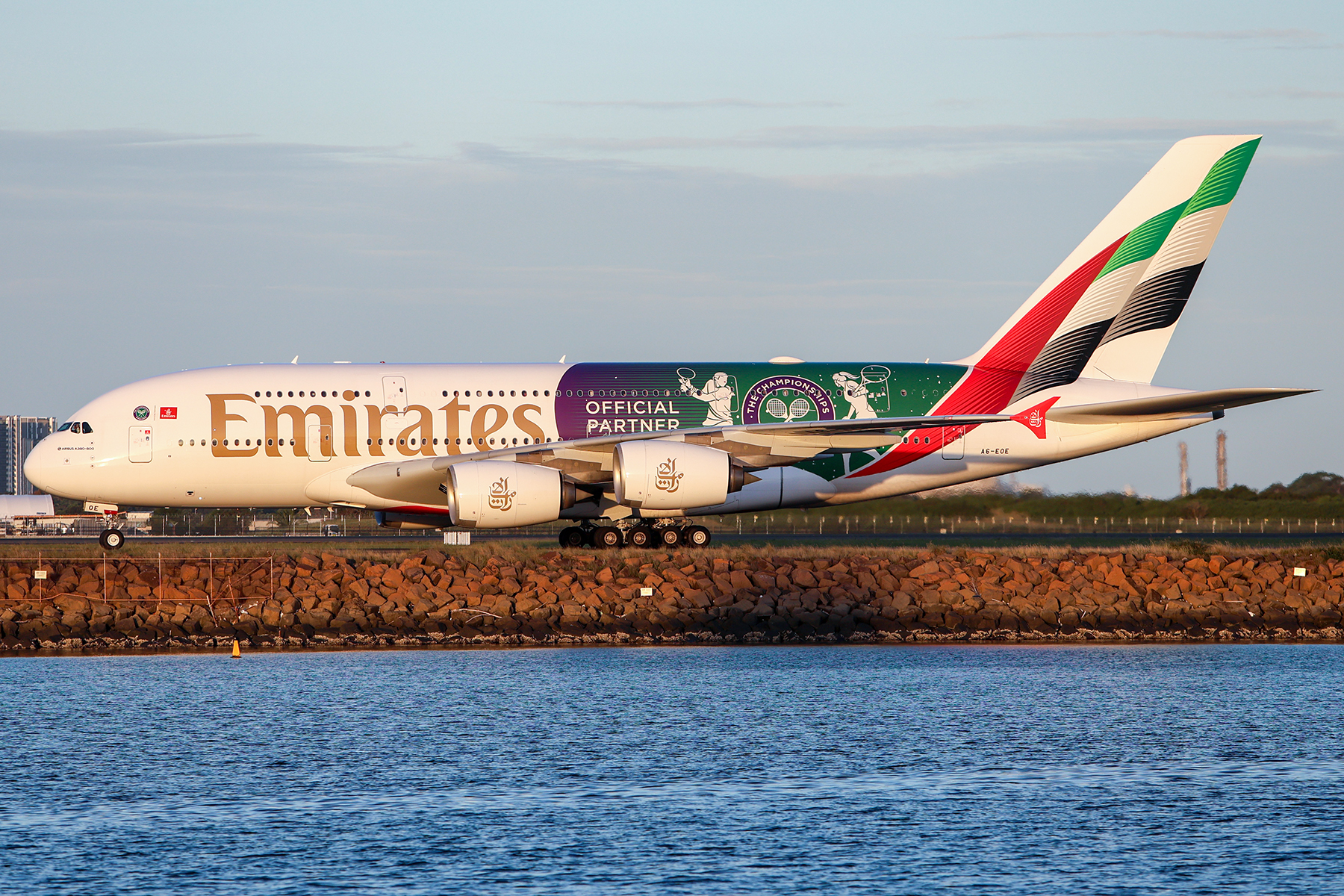
Een Airbus A380 van Emirates in kleurenschema van Wimbledon.

Emirates beschouwt de Airbus A380 als zijn visitekaartje. Ze hebben tevens ook de grootste vloot van dit passagiersvliegtuig in hun bezit. De eerste bestelling voor dit toestel bestond uit een order voor 58 exemplaren. Het eerste toestel werd op 28 juli 2008 geleverd. Op 8 juni 2010 plaatste Emirates een aanvullende order voor nog 32 van deze toestellen en in november 2013 werden er nog eens 50 besteld. Op 17 april 2015 maakte Emirates samen met Rolls-Royce bekend dat de 50 A380's die in 2013 zijn besteld, worden geleverd met Trent-motoren. De reden hiervoor is dat Emirates meer efficiëntie wil halen uit de A380. Dit lukt echter niet met de huidige motoren en daarom is besloten over te stappen op Rolls-Royce als motorleverancier. De eerste vliegtuigen met Rolls-Roycemotoren werden eind 2016 geleverd. Op 4 november 2015 werd de eerste A380 zonder First Class geleverd. Hiervan heeft Emirates er per juli 2017 11 van in bezit. Op 3 november 2017 heeft de maatschappij haar 100ste A380 in ontvangst genomen.
Op 18 januari 2018 maakte Emirates bekend dat zij een intentieverklaring hebben getekend voor de aanschaf van nog eens 20 A380 toestellen. Deze zullen vanaf 2020 worden geleverd.

### Boeing 787, Airbus A350 en Airbus A330neo
Op 12 november 2017 kondigde Emirates tijdens de Dubai Airshow aan dat zij een order voor 40 Boeing 787-10 Dreamliners bij Boeing heeft geplaatst. De order heeft een cataloguswaarde van omgerekend 12,9 miljard euro.
Begin 2019 maakte Emirates echter bekend 40 van haar bestelde Airbus A380 toestellen om te wisselen voor 30 Airbus A330-900neo en Airbus A350-1000 vliegtuigen. Ook koos Emirates ervoor om de order van 40 787-10 Dreamliners te schrappen. De reden hiervoor is dat Rolls-Royce de motoren van de Airbus A380 niet efficiënter kon krijgen en de motoren van de eerder bestelde Boeing 787s niet goed tegen de hitte in Dubai kunnen.
In november 2019 heeft Emirates wederom een wijziging gedaan in het orderboek. Emirates heeft de Airbus A330-900 neo geschrapt en heeft daarvoor in de plaats 50 extra Airbus A350-1000 toestellen besteld. Ook heeft Emirates opnieuw de Boeing 787 Dreamliner toegevoegd aan de order. Dit betreft de Boeing 787-9 Dreamliner in plaats van de Boeing 787-10 Dreamliners waar Emirates eerder interesse in heeft getoond. Dit ging ten koste van het aantal bestelde Boeing 777X toestellen. Hiervan heeft Emirates er nu totaal 126 van besteld in plaats van 146.

### SkyCargo
Emirates SkyCargo was een van de snelst groeiende luchtvrachtbedrijven ter wereld, maar liet in het boekjaar 2016-2017 een lichte daling van 4,9% zien.
De vloot van Emirates SkyCargo bestaat uit de volgende toestellen (april 2025):
| Type                | Aantal | Orders | Opmerkingen                   |
| ------------------- | ------ | ------ | ----------------------------- |
| Boeing 747-400BDSF  | 2      | —      | Wet lease van Aerotranscargo. |
| Boeing 777F         | 9      | 8      |                               |
| Boeing 777-300ER/SF | —      | 10     |                               |
| Totaal              | 12     | 18     |                               |

## Vervoerscijfers
Het boekjaar van Emirates loopt van 1 april tot en met 31 maart. In 10 jaar is het aantal vervoerde passagiers bijna vervijfvoudigd naar 31,4 miljoen in 2010-11. Het boekjaar 2017-2018 liet een verdere groei van passagiers zien tot 58 miljoen. Het vrachtvervoer en het aantal vliegtuigen in de vloot laten een vergelijkbare ontwikkeling zien.
| Jaar    | Totaal passagiers | Totaal vracht | Totaal vliegtuigen | Bestemmingen |
| ------- | ----------------- | ------------- | ------------------ | ------------ |
| 2001-02 | 6.765.000         | 401.000 ton   | 38                 | 57           |
| 2002-03 | 8.503.000         | 525.000 ton   | 46                 | 64           |
| 2003-04 | 10.441.000        | 660.000 ton   | 61                 | 73           |
| 2004-05 | 12.529.000        | 838.000 ton   | 69                 | 76           |
| 2005-06 | 14.498.000        | 1.019.000 ton | 85                 | 83           |
| 2006-07 | 17.544.000        | 1.156.000 ton | 96                 | 89           |
| 2007-08 | 21.229.000        | 1.282.000 ton | 109                | 99           |
| 2008-09 | 22.731.000        | 1.408.000 ton | 127                | 99           |
| 2009-10 | 27.454.000        | 1.580.000 ton | 142                | 102          |
| 2010-11 | 31.422.000        | 1.767.000 ton | 148                | 111          |
| 2011-12 | 33.981.000        | 1.796.000 ton | 169                | 123          |
| 2012-13 | 39.391.000        | 2.086.000 ton | 197                | 133          |
| 2013-14 | 44.537.000        | 2.250.000 ton | 217                | 142          |
| 2014-15 | 49.292.000        | 2.377.000 ton | 231                | 144          |
| 2015-16 | 51.853.000        | 2.509.000 ton | 251                | 153          |
| 2016-17 | 56.076.000        | 2.577.000 ton | 259                | 156          |
| 2017-18 | 58.485.000        | 2.623.000 ton | 268                | 157          |

In het boekjaar 2017-2018 had Emirates Group zo'n 103.000 mensen in dienst.

## Financieel
Over het boekjaar 2017-2018 werd voor de 30e achtereenvolgende keer winst gerapporteerd. Deze winst bedroeg 1,1 miljard euro, een stijging van 67% ten opzichte van het vorig boekjaar.
In het boekjaar 2016-2017 is de vloot met 9 toestellen gegroeid.

## Incident
Het eerste grote incident van Emirates vond plaats op 3 augustus 2016. Bij het aanvliegen op Dubai wilden de piloten van een Boeing 777 een go-around maken, maar die mislukte. Het vliegtuig raakte de grond en gleed over de landingsbaan. Hierbij brak de rechter motor af. Aan het eind van de baan kwam het vliegtuig tot stilstand. Nadat het vliegtuig stilstond konden alle passagiers en bemanningsleden veilig het vliegtuig via de glijbanen verlaten. Bij de brand die daarna uitbrak kwam een brandweerman om het leven. Zie ook Emirates vlucht 521.

## Sponsor
Emirates sponsort enkele voetbalclubs, waaronder Real Madrid, Arsenal, Hamburger SV, AC Milan, Benfica en Olympique Lyonnais. Het is tevens de naamgever van het stadion van Arsenal (Emirates Stadium). Emirates is Title Partner van de FA Cup, die sinds het begin van het seizoen 2015-2016 bekendstaat als de Emirates FA Cup. De Emirates FA Cup is het oudste en grootste binnenlandse voetbaltoernooi ter wereld dat duizenden supporters van over de hele wereld trekt.
Emirates sponsort ook verschillende Formule 1 wedstrijden. Ze sponsoren wedstrijden in alle continenten en zijn boven de circuits vaak te zien met hun slogan "Fly better''.
Tijdens het wereldkampioenschap voetbal 2010 in Zuid-Afrika en het wereldkampioenschap voetbal 2014 in Brazilië was Emirates een van de officiële FIFA-partners. In verband met het WK in Brazilië presenteerde Emirates in Dubai diverse in WK-stijl uitgevoerde vliegtuigen.
Vanaf het seizoen 2017 is Emirates naamgevende sponsor van de wielerploeg UAE Emirates.